# Sergej R. Mintslov
Sergej Rudolfovitj Mintslov (även Sergei Rudolfovic Mintzloff, Minzloff, Mincov), född januari 1870, Rjazan, Ryska imperiet, död 18 december 1933, Riga, Lettland, var en rysk officer, författare, dramatiker, bibliograf och boksamlare.

## Bakgrund och släkt
Sergej Rudolfovitj Mintslov var på faderns sida ättling till en adlig litauisk släkt, varav två medlemmar stupade i slaget vid Grunwald 1410, när den tyska orden besegrades av den förenade polsk-litauiska hären under kung Vladislav II Jagellos befäl. Hans farfar, Rudolf Ivanovitj Mintslov (1811–1883), undervisade kejsar Alexander III och hans bröder i tyska. Han var chef för den utländska avdelningen vid det Kejserliga offentliga biblioteket. Sergejs far, Rudolf Rudolfovitj Mintslov (1845–1904), var jurist, publicist och boksamlare samt sekreterare för Juridiska kommissionen i det Ryska författarförbundet. År 1892 gifte han sig med Maria Aleksejevna Penjkova, som senare blev framstående inom barnlitteratur.

## Studier
På 1880-talet tog Sergej R. Mintslov examen från ett realgymnasium i Moskva. År 1888 avslutade han sin utbildning vid kadettskolan i Nizjnij Novgorod, där han organiserade litterära och teaterinriktade klubbar. År 1890 avlade han examen vid Alexandrov militärskola i Moskva och blev officer. Han uppskattade särskilt sina lärare, inklusive gästföreläsare från Moskvauniversitetet, såsom Fjodor Buslajev, expert på antika texter. Istället för att gå in i gardet valde han en annan väg och började tjänstgöra i 106:e infanteriregementet i Vilnius. Han ägnade sig åt att utforska övergivna herrgårdar och dokumenterade sina vetenskapliga studier av deras interiörer.
År 1892 lämnade han armén och började arbeta i tullavdelningen vid finansministeriet. Han tog examen från Arkeologiska institutet i Nizjnij Novgorod 1895.

## Livet i Ryssland
Från 1895 bodde han i Odessa, där han publicerade sina första dikter och komedier. I sin jakt på värdefulla böcker, manuskript och antikviteter besökte han bland annat adelsgårdar och köpte samlingar. År 1899 flyttade han till Sankt Petersburg. Efter att ha ärvt en förmögenhet grundade han tillsammans med sin hustru en förberedande skola för flickor, som 1904 omvandlades till en sjuårig kommersiell skola. Samma år publicerade han en katalog över sällsynta böcker skrivna på ryska, inklusive förbjudna verk. Han deltog i Första världskriget och i olika arkeologiska expeditioner.

## Emigration
År 1917 återvände han till sitt familjegods nära Viborg, som 1918 blev en del av Finland. Efter att ha rest till Storbritannien, Portugal, Grekland och Frankrike blev han rektor för en rysk gymnasieskola i Novi Sad i Serbien, innan han 1924 bosatte sig i Riga. Där verkade han i den ryska diasporan och gav ut böcker på eget förlag, inklusive memoarer med en personlig, lyrisk ton.

## Sista år
Sergej R. Mintslov avled i Riga efter en svår sjukdom och begravdes på Pokrovska kyrkogården. Hans korta testamente avslutades med orden:
"Kära vänner, farväl! Jag kommer att följa era liv från andra sidan och önskar er alla ljusa dagar och glädje."
På Östasiatiska museet finns en samling föremål från Mongoliet som kommer från Mintslov.